# Verbum dicendi
Een verbum dicendi (Latijn voor: "woord" of "werkwoord van spreken" ) is een woord dat spraak uitdrukt, een citaat introduceert of een overgang naar spraak markeert die kan worden aangemerkt als ongebruikelijk. Voorbeelden zijn: "zeggen", "aangeven", "vragen".
Met behulp van een verbum dicendi kan een vorm van talig handelen beschreven worden. Een onderscheid kan gemaakt worden tussen neutrale varianten en varianten met een evaluatieve bijklank. 
Voorbeelden van neutrale verba dicendi:
- "Schrijven",  thematiseert enkel het communicatiemiddel dat de zender heeft gekozen zonder hiermee een oordeel te vellen.
- "Zeggen" of "aangeven", geven op een neutrale manier aan dat de zender een taaluiting doet.

Voorbeelden van verba dicendi met een evaluatieve bijklank:
- "Beweren", hoewel het werkwoord neutraal is ten opzichte van het communicatiemiddel, zorgt het voor een agressieve indruk van de zender.
- "Klagen", iemand die klaagt valt andere mensen lastig met zijn klacht, dit brengt een negatieve connotatie met zich mee.